# ویلیام اسکاتر
ویلیام اسکاتر (انگلیسی: William Scotter; ۹ فوریهٔ ۱۹۲۲ – ۵ فوریهٔ ۱۹۸۱) فرد نظامی اهل بریتانیا بود. وی همچنین برندهٔ جوایزی همچون صلیب نظامی شده‌است.